# Литовська губернія
Литовська губе́рнія — адміністративно-територіальна одиниця Російської імперії, утворена 12 грудня 1796 року. Центр губернії — місто Вільно.

## Створення
Створена 12 грудня 1796 року «на особливих за правами та привілеями підставах» зі створених раніше Віленської губернії та Слонімського намісництва. Губернське правління було розташоване у місті Вільно. Головний суд пів року мав працювати у Вільно, пів року — у Гродно.

## Внутрішній поділ
До складу губернії входило 19 повітів: Браславський, Брестський, Віленський, Вількомирський, Волковиський, Гродненський, Завілейський, Кобринський, Ковенський, Лідський, Новогрудський, Ошмянський, Поневежський, Пружанський, Россієнський, Слонімський, Тельшевський, Троцький та Шавельський повіти.

## Скасування губернії
Указами від 9 вересня 1801 та 28 серпня 1802 року було відновлено Віленську губернію та Слонімське намісництво (як Гродненську губернію).